# ابراهیما آمیناتا کونده
ابراهیما آمیناتا کونده (انگلیسی: Ibrahima Aminata Condé؛ زادهٔ ۵ فوریهٔ ۱۹۹۸) بازیکن فوتبال اهل گینه است.
وی همچنین در تیم ملی فوتبال گینه بازی کرده است.